# Lycoriella hoyti
Lycoriella hoyti är en tvåvingeart som först beskrevs av Hardy 1956.  Lycoriella hoyti ingår i släktet Lycoriella och familjen sorgmyggor. Inga underarter finns listade i Catalogue of Life.